# Мекенен, Исраэль ван
Исраэль ван Мекенен (Мекенем) называемый Младшим (нем. Israhel van Meckenem der Jüngere; около 1440 /1445 — 10 ноября 1503, Бохольт) — видный вестфальский гравёр и золотых дел мастер XV века.

## Биография

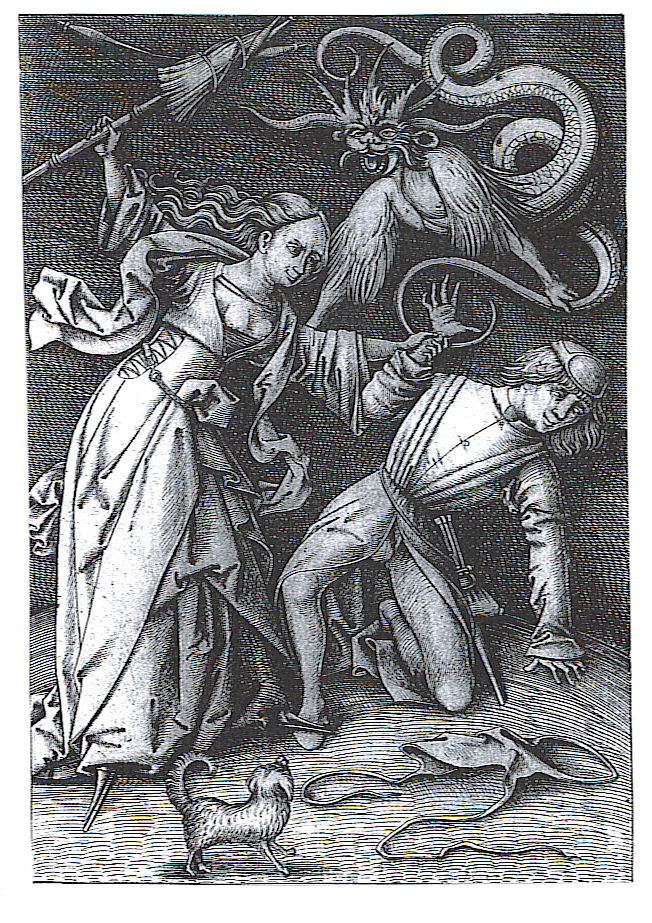
Злая жена

Сын ван Мекенена (Мекенема) Старшего, гравёра и ювелира, выходца из Меккенхайма (Рейнланд). Учился сперва под руководством отца, позже — у Мастера E. S..
Имел собственную мастерскую в Бохольте (Вестфалия).
Создал 550 гравюр на меди, в которых видны его большой технический навык и желание достигнуть живописности посредством разнообразной накладки штрихов. Оставил после себя одну из самих больших коллекций гравюр на меди XV века. Кроме собственных работ также выполнил много гравюр, копии произведений с Альбрехта Дюрера, Ганса Гольбейна Старшего, Мартина Шонгауэра и других.
Лучше всего удавались ему портреты.
Главные его работы — «Пляска Иродиады», «Страсти Господни» (12 листов), «Житие Богородицы» (12 листов) и «Двенадцать апостолов» (6 листов).

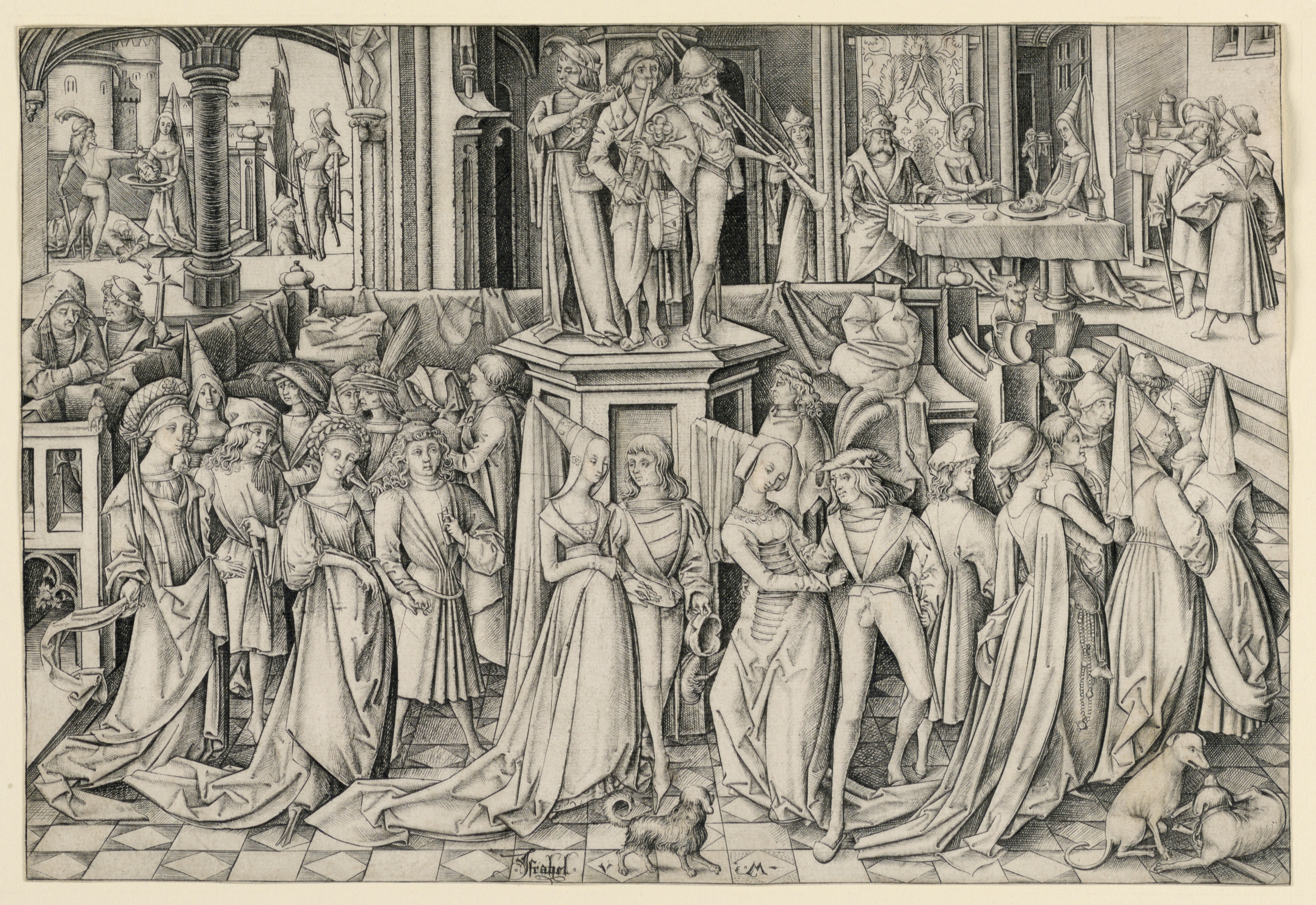
«Танец при дворе Ирода», ок. 1490
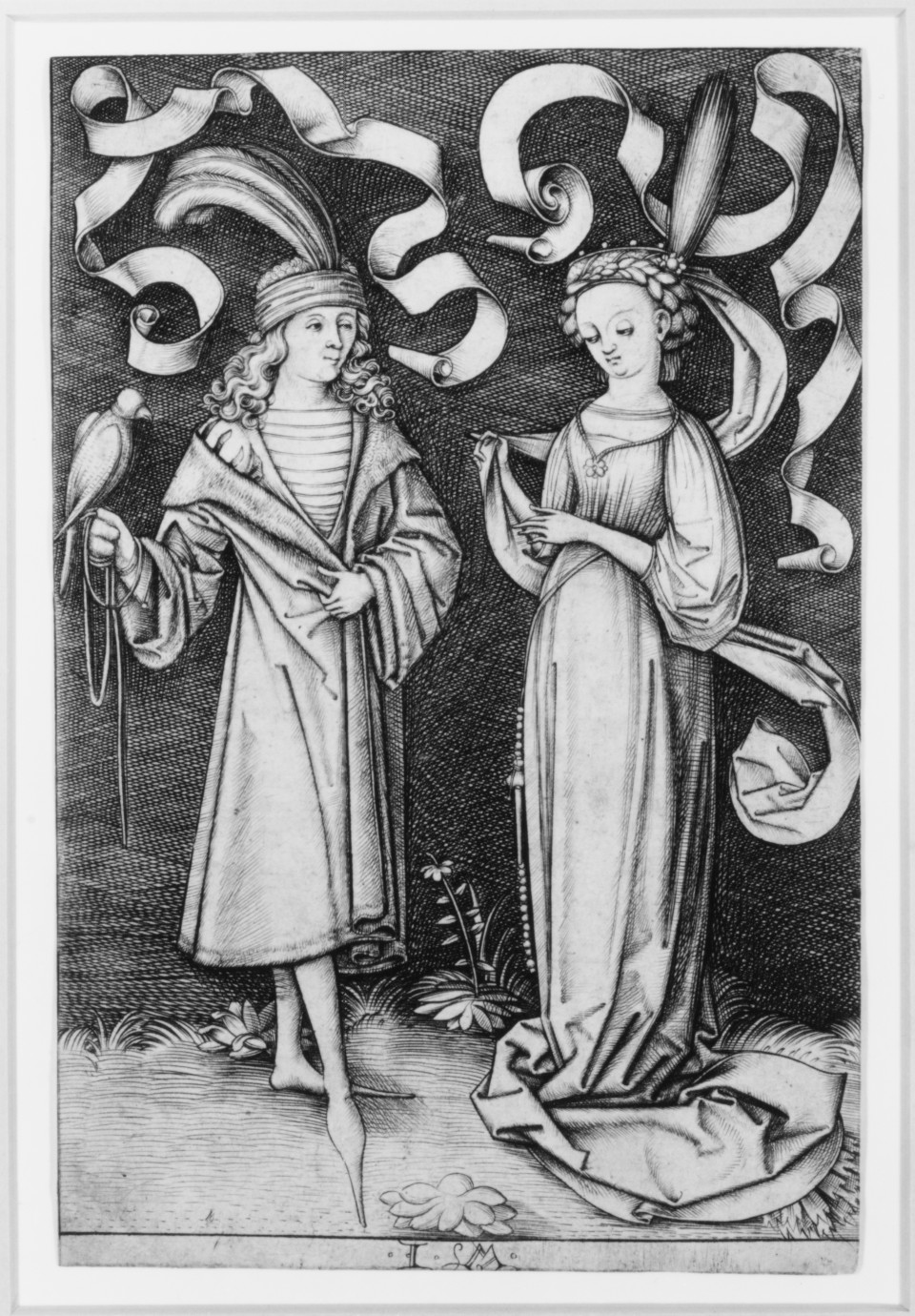
«Сокольник и дама» из серии «Сцены из повседневной жизни»
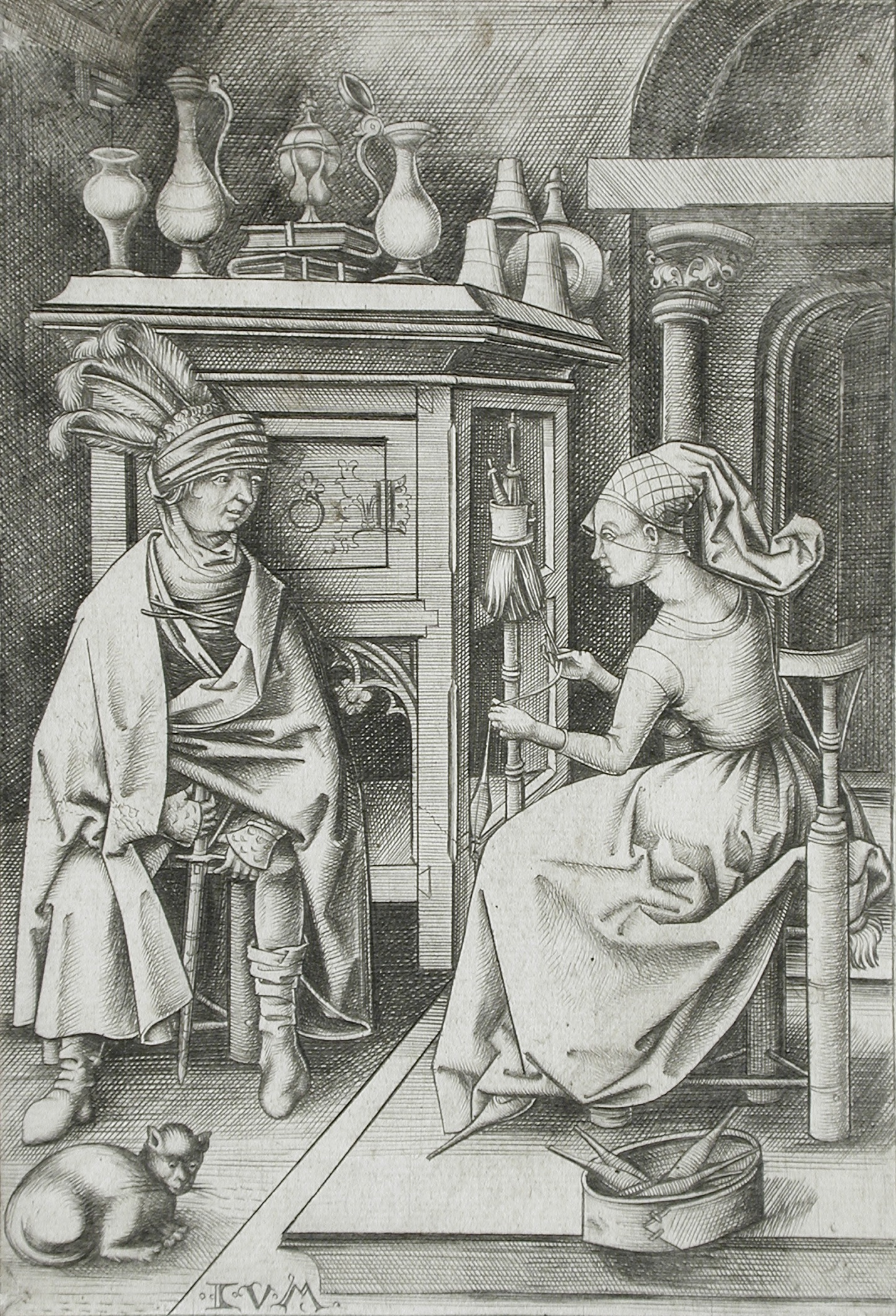
«Женщина-ткачиха и её гость»,
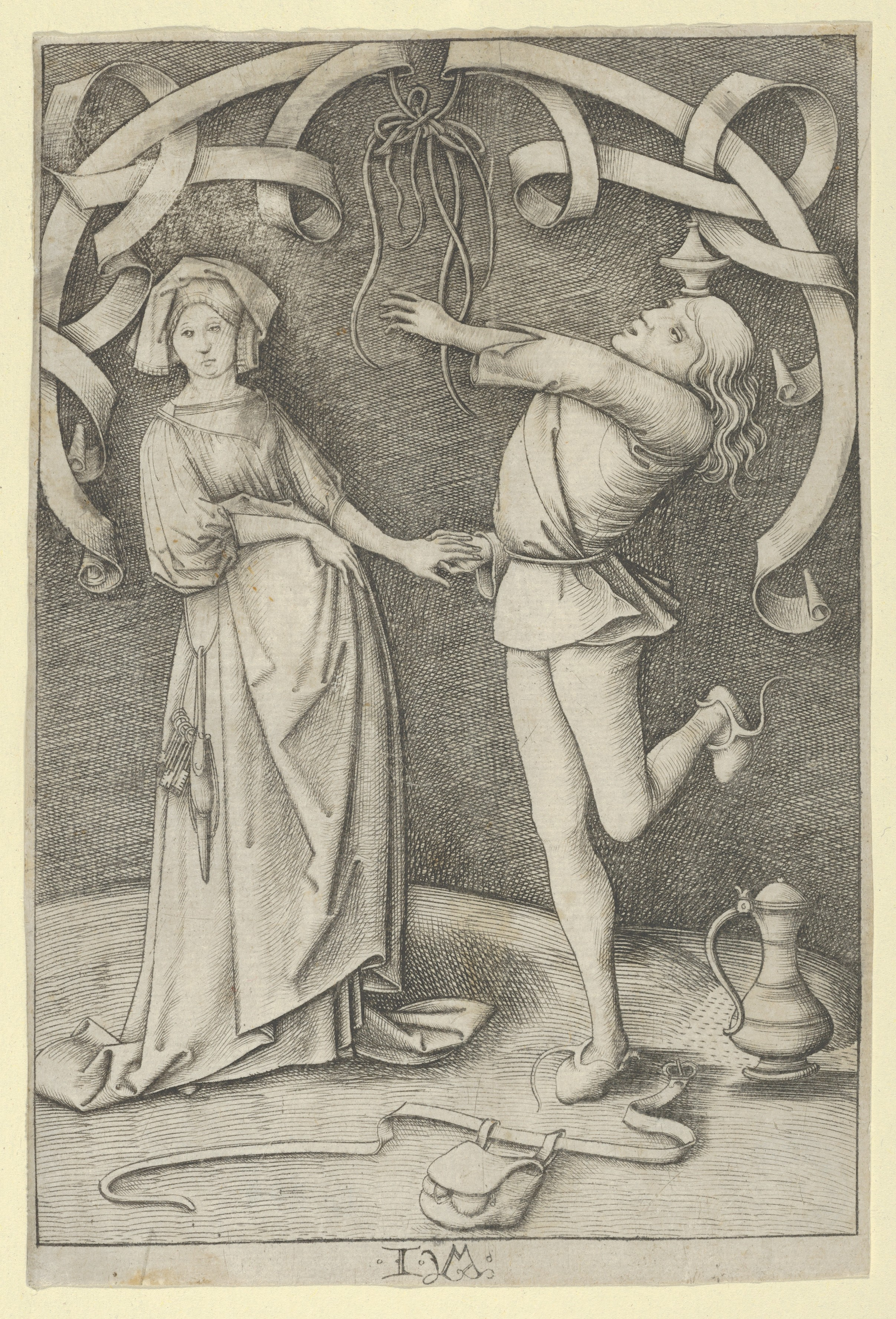
Шут и дама
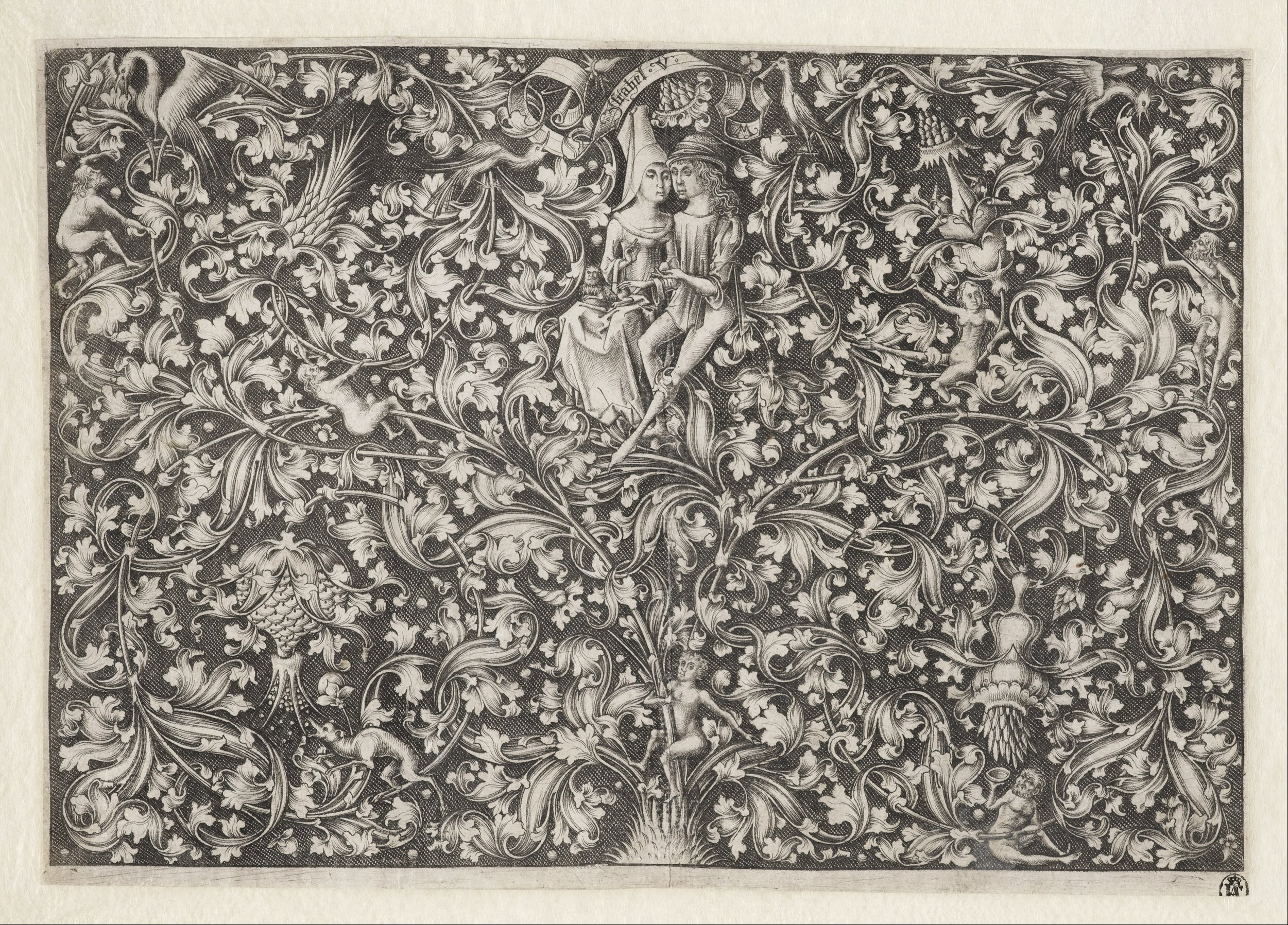
Орнамент с парой влюблённых
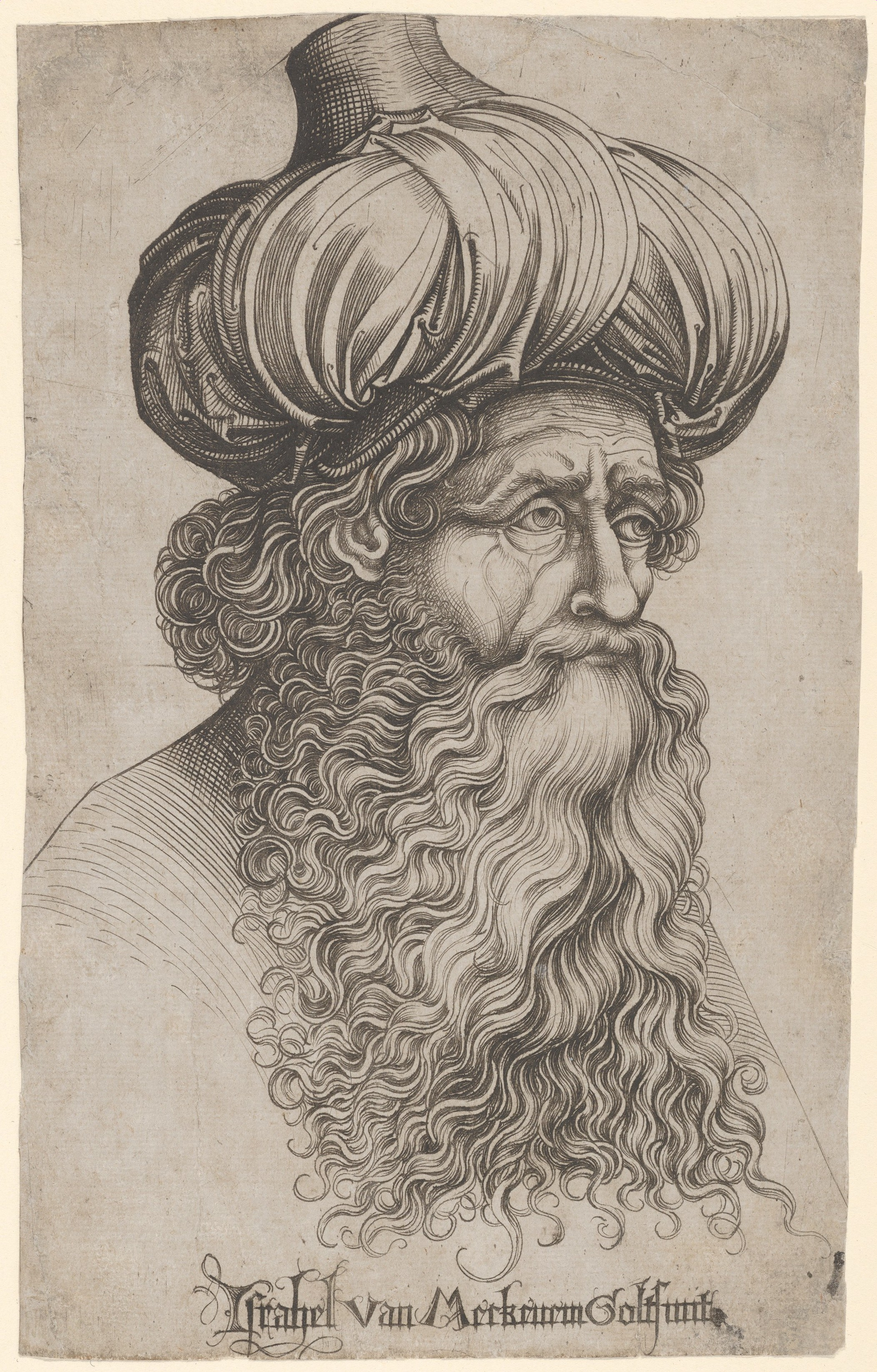
Портрет жителя Востока
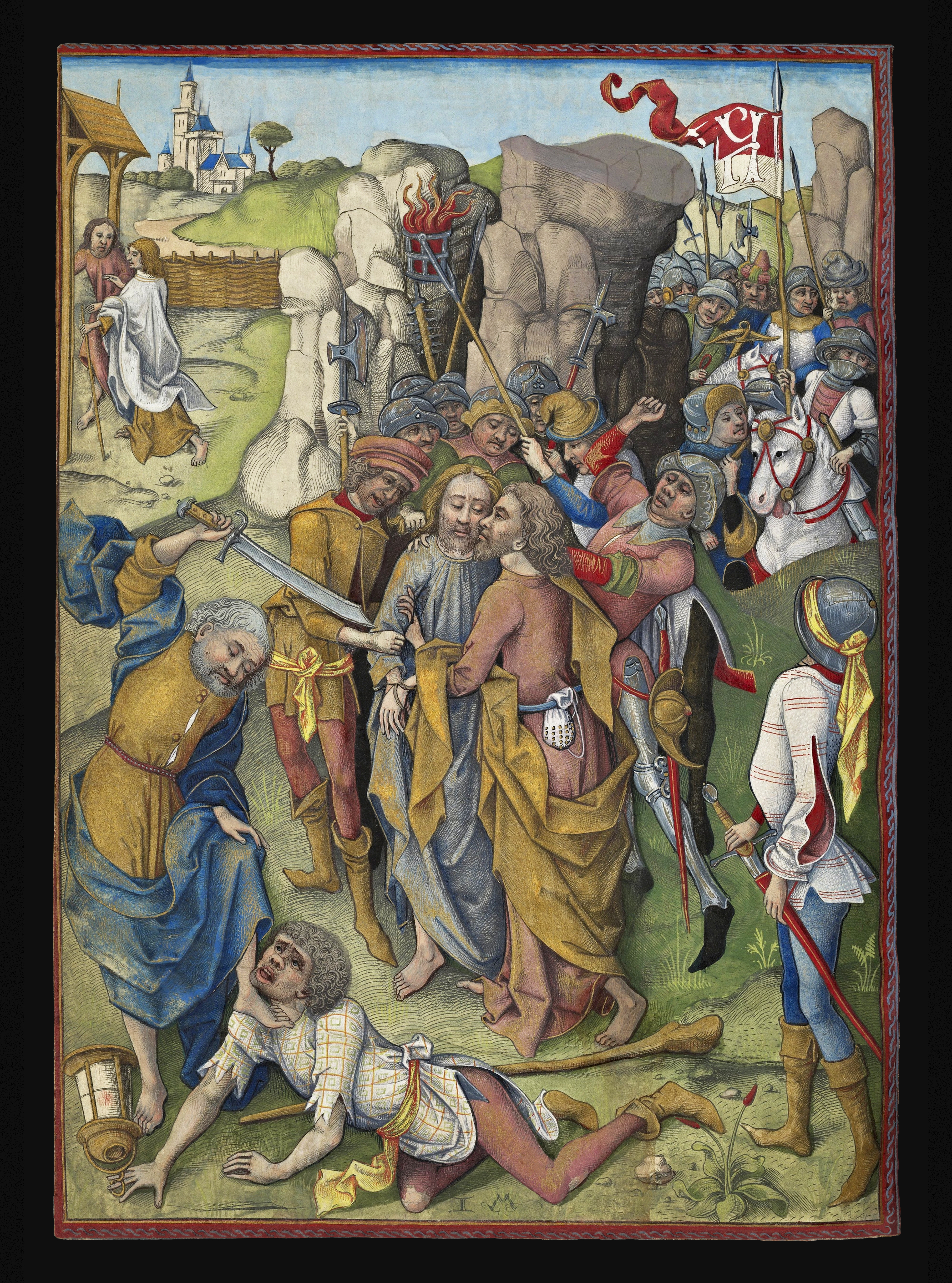
Раскрашенная вручную гравюра «Поцелуй Иуды» из серии «Страсти»,
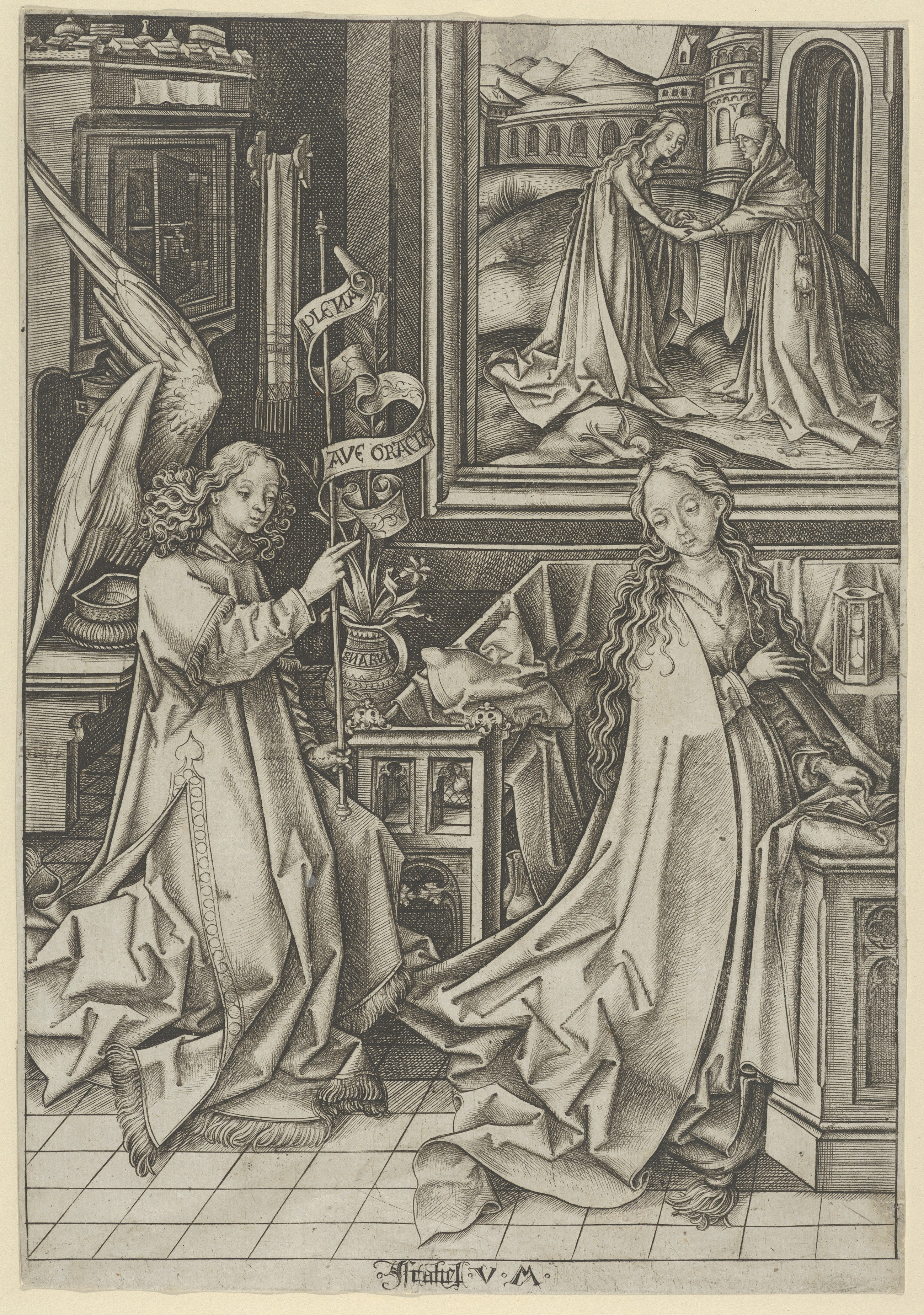
«Благовещение» из серии «Жизнь Богородицы»
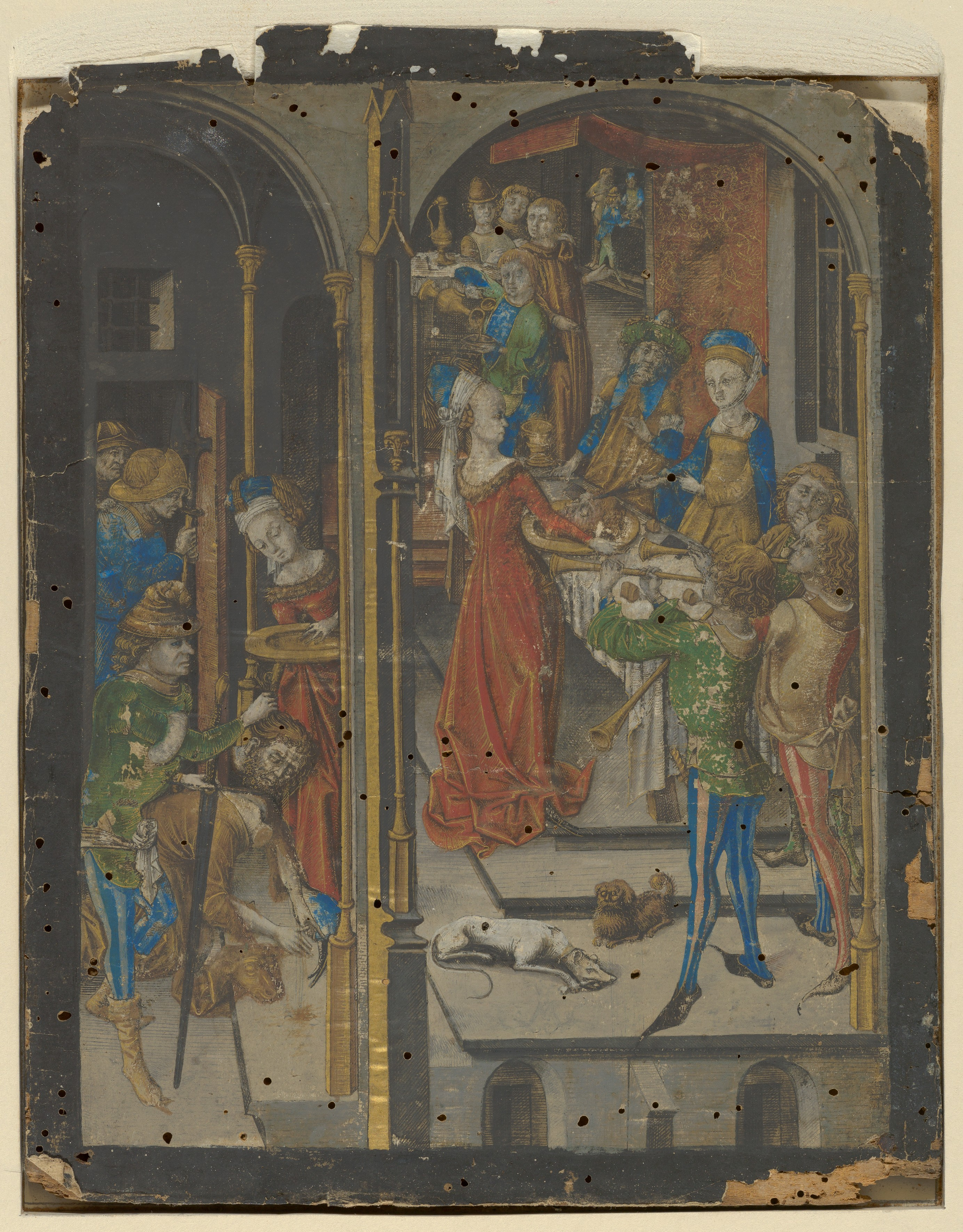
Раскрашенная вручную гравюра «Усекновения главы Иоанна Крестителя»
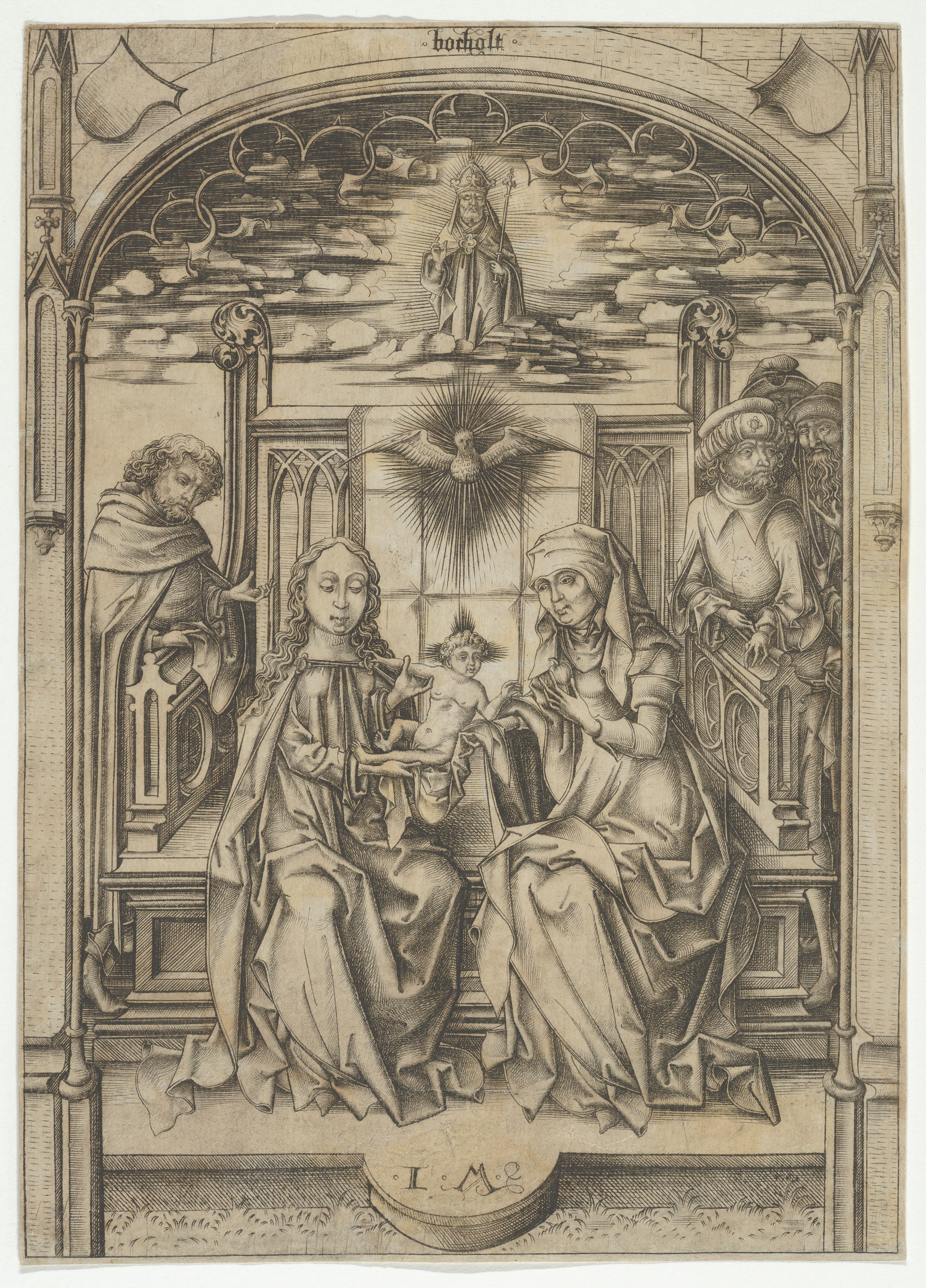
«Святое Семейство со Святой Анной»